# کلور (جوانرود)
کلور (به کردی: کولور) روستایی از دهستان کلاشی از توابع بخش کلاشی شهرستان جوانرود در استان کرمانشاه ایران است.

## جمعیت
این روستا در دهستان کلاشی قرار دارد و براساس سرشماری مرکز آمار ایران در سال ۱۳۹۰، جمعیت آن ۶۴ نفر بوده‌است.